# Некрасова, Елена Юрьевна
Еле́на Ю́рьевна Некра́сова (род. 13 мая 1973, Пушкино, Московская область) — российский государственный и политический деятель. Глава города Пушкино с 19 октября 2017 года.

## Биография
Елена Некрасова родилась 13 мая 1973 года в городе Пушкино Московской области в семье инженеров.
В 1990 году окончила среднюю школу № 8 города Пушкино с серебряной медалью. Затем проходила обучение в Московском педагогическом государственном университете им. В. И. Ленина, получила специальность «Учитель физики и информатики».
С 1995 по 1999 год работала учителем математики в своей родной средней школе № 8 города Пушкино.
В 2004 году окончила Московскую высшую школу бизнеса (институт) с красным дипломом. Ей была присуждена квалификация экономиста по специальности «Бухгалтерский учёт, анализ и аудит».
С 2005 по 2006 год являлась помощником военного комиссара по финансово-экономической работе — начальником финансово-хозяйственного отделения Военного комиссариата города Пушкино.
С 2009 года — депутат Совета депутатов города Пушкино, глава комиссии по бюджету.
19 октября 2017 года на 44-м внеочередном заседании Совета депутатов города Пушкино пятым главой города Пушкино избрана депутат Елена Юрьевна Некрасова, 24 депутата проголосовали «за», 1 депутат Юрий Кузьмин «воздержался» и досрочно ушёл с заседания Совета, назвав происходящее «шоу».
Является председателем правления Жилищно-строительного кооператива «Дзержинец 14», председателем правления Жилищно-строительного кооператива «Звезда» и генеральным директором ООО «Виттория».
Воспитывает двоих сыновей.